# John H. Finley

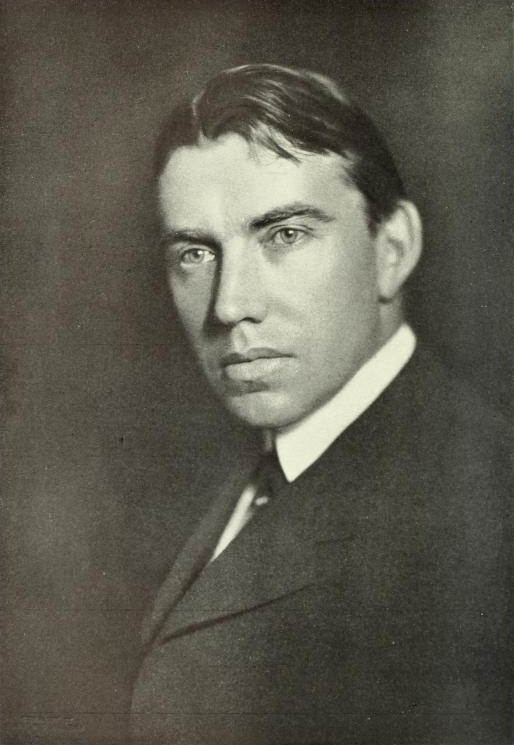

John Huston Finley (* 19. Oktober 1863 in Grand Ridge; † 7. März 1940 in New York City) war ein US-amerikanischer Politikwissenschaftler.

## Leben
Er wurde am 19. Oktober 1863 in Grand Ridge, Illinois, als ältester Sohn von James Gibson Finley und Lydia Margaret McCombs geboren. Sein Vater und seine Mutter gingen als frühe Siedler auf die Prärien aus dem Osten. Sein Vater war der Urenkel von Reverend James Finley, dem ersten Minister, der sich vermutlich dauerhaft außerhalb der Allegheny Mountains im Westen Pennsylvanias niederließ, und Bruder von Dr. Samuel Finley, Präsident des College of New Jersey (heute Princeton-Universität) in der Mitte des 18. Jahrhunderts. Sein Bruder, Robert, der Anfang dreißig starb, war Mitherausgeber des Review of Reviews. Seine Schwester Bertha starb als Missionarin in Korea.
Finley wurde an den öffentlichen Schulen von Grand Ridge, der Ottawa Township High School und dem Knox College, unterrichtet, wo er die Abschlüsse AB und AM erhielt. Danach begann er eine Postgraduiertenstudium an der Johns Hopkins University. Er war der Sieger seiner Klasse in Knox und gewann 1887 den zwischenstaatlichen Oratorialpreis. Er wurde zum Ehrenmitglied des nordwestlichen Kapitels von Phi Beta Kappa ernannt. Er war von 1889 bis 1892 Sekretär der Illinois State Charities Aid Association und von 1892 bis 1899 Präsident des Knox College. Im letzten Jahr ging er nach New York, kehrte aber nach einem Jahr in der Redaktion der Verlage von Harpers und McClure’s auf Einladung eines neu eingerichteten Lehrstuhls an der Princeton University in die pädagogische Arbeit zurück. Von 1900 bis 1903 war er Professor für Politische Fragen in Princeton und von 1903 bis 1913 Präsident des College der Stadt New York, als er zum Präsidenten der Universität des Staates New York und zum Bildungskommissar des Staates New York ernannt wurde. Von 1910 bis 1911 war er Austauschdozent an der Harvard University für die Hyde Foundation an der Sorbonne in Paris. Während des Ersten Weltkriegs leitete er die Kommission des Roten Kreuzes in Palästina.
Finley wurde 1921 zum Associate Editor der New York Times ernannt. Am 21. April 1937 gab die Times die Ernennung von Dr. Finley zum Chefredakteur bekannt. Er hatte diese Position bis zum 16. November 1938 inne, als er aus gesundheitlichen Gründen den Titel eines emeritierten Herausgebers annahm. Finley war von 1925 bis 1934 Präsident der American Geographical Society. Dort blieb er bis zu seinem Tod Ehrenpräsident. Seine Position in der Times brachte ihn in Kontakt mit den großen Entdeckern und Fliegern der damaligen Zeit, die ihre Namen für ihn auf einer Erdkugel unterzeichneten, die er der Gesellschaft 1929 überreichte.
John H. Finley starb am Morgen des 7. März 1940 in New York City im Schlaf an einer Koronarembolie.

## Schriften (Auswahl)
- mit John F. Sanderson: The American executive and executive methods. New York 1908.
- The French in the heart of America. New York 1915.
- A pilgrim in Palestine. Being an account of journeys on foot by the first American pilgrim after General Allenby's recovery of the Holy Land. New York 1919.
- Christianity and problems of today, lectures delivered before Lake Forest college on the foundation of the late William Bross. New York 1922.